# Bachia guianensis
Bachia guianensis är en ödleart som beskrevs av  Marinus S. Hoogmoed och DIXON 1977. Bachia guianensis ingår i släktet Bachia och familjen Gymnophthalmidae. Inga underarter finns listade.